# Stromateoidei
Sous-ordre
Ce taxon est aujourd'hui obsolète. Dénomination actuelle : Scombriformes (ordre).
Les Stromateoidei sont un sous-ordre de poissons de l'ordre des Scombriformes.

## Description
Ces poissons ont des formes ovoïdes comprimées latéralement, les Stromateidae ayant des formes de corps plus profondes et plates. Les familles composant le sous-ordre traditionnel des Stromateoidei ont une tête et un museau distinctifs qui a pu être décrit ainsi : « C'est un air au nez gras, aux yeux écarquillés, congestionné, à la fois suffisant et en même temps craintif ». Les six familles, qui le composent se retrouvent dans le monde entier dans les eaux côtières et océaniques tropicales et tempérées. Toutes les familles sauf une des six (Amarsipidae) ont des sacs pharyngiens dentés dans le gosier derrière le dernier arc branchial et leurs larves sont remarquablement similaires dans la forme de leur corps et celles des épines de la tête. Le corps des larves ainsi que leurs yeux sont couverts de minuscules spicules en forme de couronne, une condition unique suggérant une relation étroite entre les familles.
Les Centrolophidae, Nomeidae, Ariommatidae, Tetragonuridae et Stromateidae qui composent le taxon, consomment des méduses, des siphonophores, des salpes et d'autres petits invertébrés, certains Nomeidae étant commensaux avec des siphonophores.

## Registre fossile
Le registre fossile des Stromateoidei est peu abondant et se compose principalement d’otolithes isolés. Ces pièces sont difficiles à rattacher précisément à une famille, car ils ne présentent généralement pas de caractéristiques très distinctives. Malgré cette difficulté, les premiers spécimens associés aux stromateoïdes semblent remonter à environ 50 millions d’années et proviennent de France, Belgique et Angleterre. Les restes fossiles plus complets, tels que des fragments de squelettes, sont très rares. Un exemple partiel est Psenicubiceps alatus, découvert en Russie et classé dans la famille des Nomeidae. Les fossiles les plus anciens potentiellement liés aux Stromateoidei ont été découverts au Danemark dans des formations vieilles de 60 millions d’années, mais leur appartenance au groupe ne peut être confirmée avec certitude.

## Systématique
Le caractère non-monophylétique des Stromateoidei a été mis en évidence pour la première fois en 2018 et confirmé depuis. Les familles qui composaient le sous-ordre sont depuis diretement rattachées à l'ordre des Scombriformes.

### Liste des familles précédemment rattachées au sous-ordre
Selon World Register of Marine Species (1 mars 2017) :
- famille Amarsipidae Haedrich, 1969
- famille Ariommatidae Haedrich, 1967
- famille Centrolophidae Bonaparte, 1846
- famille Nomeidae Günther, 1860
- famille Stromateidae Rafinesque, 1810
- famille Tetragonuridae Risso, 1827

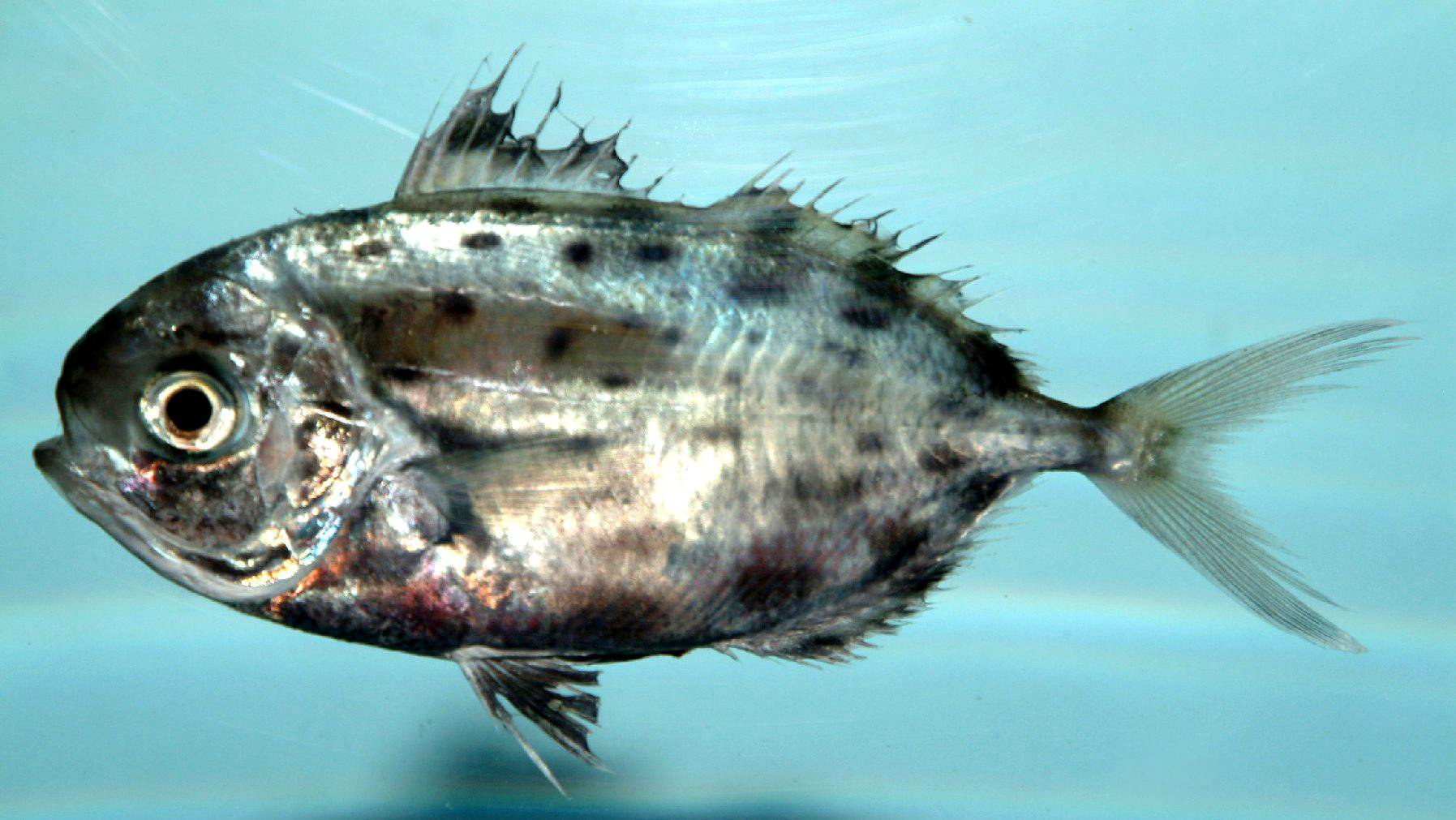
Ariomma regulus (Ariommatidae).
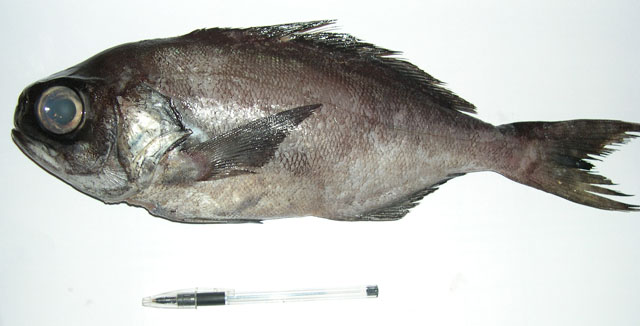
Hyperoglyphe perciformis (Centrolophidae).
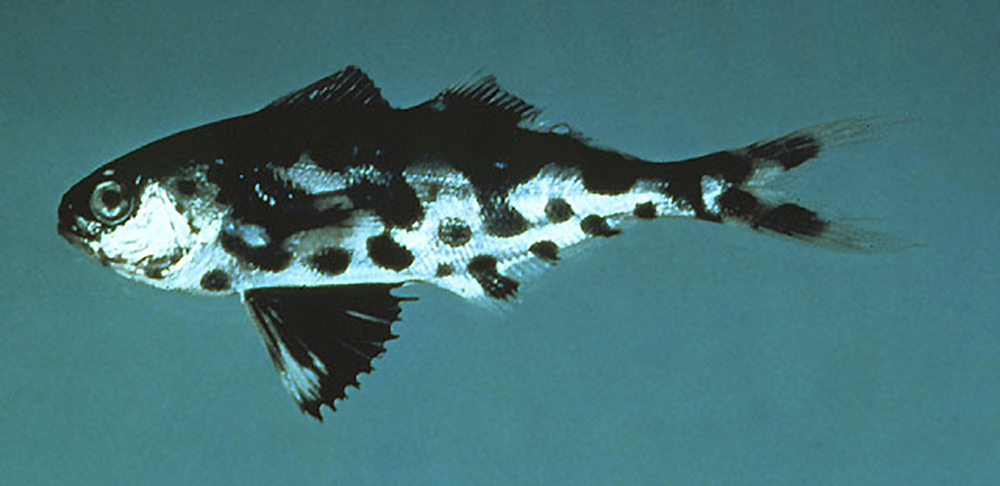
Nomeus gronovii (Nomeidae).
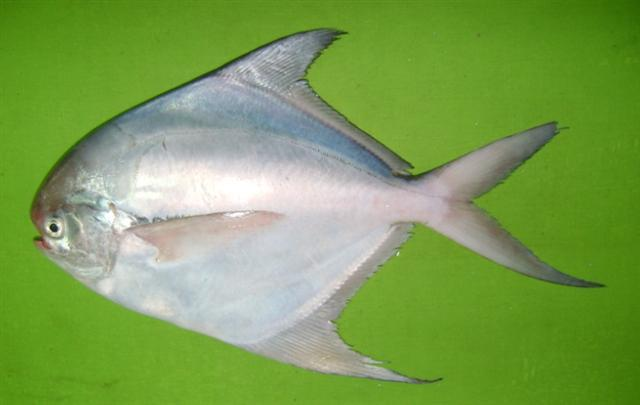
Pampus argenteus (Stromateidae).